# Eleccions presidencials de Cap Verd de 2001
Les eleccions presidencials de Cap Verd de 2001 van tenir lloc a Cap Verd l'11 de febrer de 2001, amb una segona volta el 25 de febrer després que cap candidat obtingués una victòria incontestable en la primera volta. El resultat fou la victòria de Pedro Pires del Partit Africà per la Independència de Cap Verd, qui derrotà el candidat Carlos Veiga del Moviment per la Democràcia per només dotze vots. Pires, un antic Primer Ministre, va prendre possessió el 22 de març de 2001, substituint António Mascarenhas Monteiro, que es va retirar després de completar dos mandats.

## Resultats
| Candidats                        | Partit                                         | Primera volta | Primera volta | Segona volta | Segona volta |
| Candidats                        | Partit                                         | Votes         | %             | Votes        | %            |
| -------------------------------- | ---------------------------------------------- | ------------- | ------------- | ------------ | ------------ |
| Pedro Pires                      | Partit Africà per la Independència de Cap Verd | 61.646        | 46,52         | 75.827       | 50,00        |
| Carlos Veiga                     | Moviment per la Democràcia                     | 60.719        | 45,83         | 75.815       | 50,00        |
| Jorge Carlos Fonseca             | Aliança Democràtica pel Canvi                  | 5.142         | 3,88          |              |              |
| David Hopper Almada              | Independent                                    | 4.989         | 3,77          |              |              |
| Nuls/en blanc                    | Nuls/en blanc                                  | 1.999         | –             | 1.764        | –            |
| Total                            | Total                                          | 134.495       | 100           | 153.406      | 100          |
| Votants registrats/participació  | Votants registrats/participació                | 260.221       | 51,7          | 260.209      | 59,0         |
| Font: African Elections Database |                                                |               |               |              |              |